# Gabriel Msipu Phiri
Gabriel Msipu Phiri (ur. 13 lipca 1964 w Vubwi) – zambijski duchowny katolicki, biskup pomocniczy Chipata od 2023.

## Życiorys

### Prezbiterat
Święcenia kapłańskie przyjął 15 września 1991 i został inkardynowany do diecezji Chipata. Pracował głównie jako ekonom diecezjalny. Był także m.in. dyrektorem domu rekolekcyjnego, wikariuszem generalnym diecezji oraz ekonomem zambijskiej Konferencji Episkopatu.

### Episkopat
10 grudnia 2022 papież Franciszek mianował go biskupem pomocniczym diecezji Chipata oraz biskupem tytularnym Arae in Mauretania. Sakry udzielił mu 11 lutego 2023 biskup George Zumaire Lungu.